# (35412) 1997 YN17
1997 YN17 (asteroide 35412) é um asteroide da cintura principal. Possui uma excentricidade de 0.17320600 e uma inclinação de 1.31931º.
Este asteroide foi descoberto no dia 31 de dezembro de 1997 por Spacewatch em Kitt Peak.